# Lunda, Färingsö
Lunda är en bebyggelse i Ekerö kommun, belägen på nordvästra Färingsö i Färentuna socken. Invånarantalet uppgick 2010 till 82.  Från 2005 avgränsade SCB bebyggelsen till en småort som sedan 2020 avregistrerades då bebyggelsen klassades som en del av tätorten Kungsberga. Sedan år 2000 avgränsar SCB här ett fritidshusområde med beteckningen Lunda + Skogsbacken. 2010 avgränsas här 66 fritidshus över ett område på 33 hektar.